# 高镇
高镇，是中华人民共和国陕西省榆林市横山区下辖的一个乡镇级行政单位。

## 行政区划
高镇下辖以下地区：
高镇村、董家焉村、沙洼梁村、沙沟村、罗圪台村、刘楼村、冯家峁村、圪针梁村、赵家湾村、油房头村、代圪劳村、旗丰村、白面宽村、李家洼村、师庄村、鲁家河村、万家畔村、铁路峁村、坪焉村和范家焉村。